# Nicolás Palau
Nicolás Palau (San Martín, Provincia de Mendoza, 10 de octubre de 2002) es un piloto argentino de automovilismo. Compitió en diferentes categorías argentinas, destacándose por sus participaciones en las divisionales de Top Race, donde en 2021 fue subcampeón de Top Race Series.
Compitió además en Fórmula Renault Argentina, TC 2000 y TC Pista Mouras, además de haber desarrollado una competencia en el TCR South America. En 2024 anunció su debut dentro de la división Clase 3 de la categoría Turismo Pista.

## Resumen de carrera
| Temporadas                           | Categorías                | Equipos             | Automóviles              | Carreras | Victorias | Podios | PP    | VR    | Puntos | Pos.  |
| ------------------------------------ | ------------------------- | ------------------- | ------------------------ | -------- | --------- | ------ | ----- | ----- | ------ | ----- |
| 2019                                 | Fórmula Renault Argentina | Basco Racing Team   | Tito 02-Renault          | 4        | 0         | 0      | 0     | 0     | 28     | 21.º  |
| 2020                                 | Top Race Junior           | R36 Team            | Mercedes Benz CLA Junior | 6        | 0         | 2      | 0     | 0     | 20     | 7.º   |
| 2021                                 | Top Race Series           | Pfening Competición | Toyota Camry Series      | 18       | 4         | 7      | 2     | 4     | 158    | 2.º   |
| 2021                                 | TCR South America         | Scuderia CJ         | Hyundai Elantra N TCR    | 1        | 0         | 0      | 0     | 0     | 16     | 37.º  |
| 2022                                 | TC2000 Series             | JM Motorsport       | Ford Focus III           | 18       | 2         | 4      | 0     | 3     | 146    | 8.º   |
| 2022                                 | Top Race V6               | Pfening Competición | Lexus ES TRV6            | 10       | 0         | 1      | 0     | 0     | 31     | 15.º  |
| 2023                                 | TC Pista Mouras           | Azar Motorsport     | Chevrolet Chevy          | 9        | 0         | 1      | 0     | 0     | 245    | 19.º  |
| 2023                                 | TC Pista Mouras           | Bruno Motorsport    | Dodge Cherokee           | 3        | 0         | 0      | 0     | 0     | 245    | 19.º  |
| 2024                                 | Turismo Pista Clase 3     | Berlin Energy       | Toyota Etios             | 4        | 0         | 0      | 0     | 0     | 57.5   | 26.º  |
| 2024                                 | Top Race V6               | JM Motorsport       | Lexus ES                 | 1        | 0         | 0      | 0     | 0     | 13     | 18.º  |
| Fuente:                              | [ 6 ]                     | [ 6 ]               | [ 6 ]                    | [ 6 ]    | [ 6 ]     | [ 6 ]  | [ 6 ] | [ 6 ] | [ 6 ]  | [ 6 ] |
| Letra en cursiva: Temporada en curso |                           |                     |                          |          |           |        |       |       |        |       |

## Resultados

### Top Race
| Temporadas                           | Categorías      | Equipos             | Automóviles              | Carreras | Victorias | Podios | PP    | VR    | Puntos | Pos.  |
| ------------------------------------ | --------------- | ------------------- | ------------------------ | -------- | --------- | ------ | ----- | ----- | ------ | ----- |
| 2020                                 | Top Race Junior | R36 Team            | Mercedes Benz CLA Junior | 6        | 0         | 2      | 0     | 0     | 20     | 7.º   |
| 2021                                 | Top Race Series | Pfening Competición | Toyota Camry Series      | 18       | 4         | 7      | 2     | 4     | 158    | 2.º   |
| 2022                                 | Top Race V6     | Pfening Competición | Lexus ES TRV6            | 10       | 0         | 1      | 0     | 0     | 31     | 15.º  |
| 2024                                 | Top Race V6     | JM Motorsport       | Lexus ES                 | 1        | 0         | 0      | 0     | 0     | 13     | 18.º  |
| Fuente:                              | [ 6 ]           | [ 6 ]               | [ 6 ]                    | [ 6 ]    | [ 6 ]     | [ 6 ]  | [ 6 ] | [ 6 ] | [ 6 ]  | [ 6 ] |
| Letra en cursiva: Temporada en curso |                 |                     |                          |          |           |        |       |       |        |       |

## Palmarés
| Título     | Categoría       | Marca               | Año  |
| ---------- | --------------- | ------------------- | ---- |
| Subcampeón | Top Race Series | Toyota Camry Series | 2021 |